# Ladislav Lubina
Ladislav Lubina (Dvůr Králové nad Labem, 11 febbraio 1967 – 14 settembre 2021) è stato un hockeista su ghiaccio ceco, fino al 1992 cecoslovacco.
È morto nel 2021 per un tumore al cervello.

## Palmarès

### Olimpiadi invernali
- 1 medaglia:
  - 1 bronzo (Albertville 1992[1])